# Luskinčki
Luskinčki (znanstveno ime Pholiotina) so rod gliv iz družine smetiščark (Bolbitiaceae).

## Seznam luskinčkov Slovenije[3]
- ovenčani luskinček (Pholiotina blattaria)
- žlebičasti luskinček (Pholiotina teneroides)